# Solberg (Halver)
Solberg ist eine Hofschaft in Halver im Märkischen Kreis im Regierungsbezirk Arnsberg in Nordrhein-Westfalen (Deutschland).

## Lage und Beschreibung
Solberg liegt auf 340 Meter über Normalnull nordöstlich des Halveraner Hauptortes am Waldrand oberhalb des Schlechtenbachtals. Der Ort ist über eine Zufahrt erreichbar, die bei Carthausen im Hälvertal von der Landesstraße L868 abzweigt und auch Ober- und  Mittelcarthausen, Clev und Schlechtenbach anbindet. Ein weiterer Nachbarort ist Schöneberge. Südlich erhebt sich mit 383 Meter über Normalnull eine Anhöhe.

## Geschichte
Solberg wurde erstmals 1705 urkundlich erwähnt und entstand vermutlich zwischen 1650 und 1700 als ein Abspliss von Obercarthausen.
1818 lebten sieben Einwohner im Ort. 1838 gehörte Solberg der Gloerfelder Bauerschaft innerhalb der Bürgermeisterei Halver an. Der laut der Ortschafts- und Entfernungs-Tabelle des Regierungs-Bezirks Arnsberg als Kotten kategorisierte Ort besaß zu dieser Zeit ein Wohnhaus, eine Fabrik bzw. Mühle und ein landwirtschaftliches Gebäude. Zu dieser Zeit lebten sieben Einwohner im Ort, allesamt evangelischen Glaubens.
Das Gemeindelexikon für die Provinz Westfalen von 1887 gibt eine Zahl von neun Einwohnern an, die in einem Wohnhaus lebten.